# حره خیبر
حره خیبر (انگلیسی: Harrat Khaybar) یک دشت آتشفشانی است که در مناطق شمال مدینه در غرب عربستان سعودی واقع شده است. مساحت این دشت نزدیک به ۱۲ هزار کیلومتر مربع است. تازه‌ترین انفجار آتشفشانی در آن بین ۶۰۰ و ۷۰۰ پیش از میلاد رخ داده است.
با استفاده از تصاویر ماهواره‌ای شمار زیادی از سازه‌های سنگچین بر روی زمین این دشت کشف شده که ممکن است ۷ هزار سال قدمت داشته باشند. تا سال ۲۰۱۷ میلادی ۹۰۰ مورد از این سازه‌ها در دشت حره خیبر کشف شده است. پژوهشگران از دلیل ساخت این سازه‌ها آگاه نیستند اما گمان بر این است که نقش آیینی در خاکسپاری‌ها و نقش نمادین داشته است. برخی از این سازه‌ها هم ممکن است برای هدایت غزال‌ها به محدوده خود و به دام انداختن آن‌ها کاربرد داشته است.